# Cijuela
Cijuela est une municipalité située sur la partie occidentale de la comarque de Vega de Granada (province de Grenade), au sud-est de l’Espagne. Les municipalités limitrophes sont : Láchar, Fuente Vaqueros, Chauchina, Chimeneas et Pinos Puente. Cijuela se situe à 15 minutes de la ville principale Granada, en empruntant l’autoroute A-92, et est traversée par les rivières Genil, et Noniles.

## Histoire
La ville de Cijuela est une cité récente qui prend toute son importance vers 1872. Le nom de Cijuela est indiqué sur un document datant de 1492. Celui-ci désignait un chemin de forêt, emprunté par la noblesse Nazari.
Son nom d’origine Al-Siyula, signifie en arabe “petite plaine”, qui décrit exactement la faible superficie de la commune de Cijuela. Actuellement on peut encore apercevoir deux tours de cette époque. L’une d’elles, en mauvais état, se situe au centre de la ville, l’autre parfaitement conservée, servait de tour de guet. Cette dernière, située sur des terres non irriguées, était nommée Torre del Boldonar. La tour de Cijuela (comme le nom de la commune) , actuellement disparue, appartenait à Ceti Haxa, sœur du roi Boabdil, et après la reconquête de l’Andalousie, fut cédée au premier maire catholique de Santa Fe, puis vendue successivement au Duc d'Abrantès, descendant du Marquis de Portago, puis à José Vilchez Gómez, qui en fera don aux habitants de la commune.